# 아이센델헤네랄카를로스이바녜스델캄포주

아이센델헤네랄카를로스이바녜스델캄포 주의 위치

아이센델헤네랄카를로스이바녜스델캄포주 또는 아이센주(스페인어: XI Región Aysén del General Carlos Ibáñez del Campo)는 칠레 남부에 위치한 주로 주도는 코이아이케이며 면적은 108,494.4km2, 인구는 94,271명(2012년 기준)이다. 4개 현(코이아이케 현, 아이센 현, 헤네랄카레라 현, 카피탄프라트 현)을 관할한다.

주기
주 문장